# Witalij Kozłowski
Witalij Witalijowicz Kozłowski (ukr. Віта́лій Віта́лійович Козло́вський; ur. 6 marca 1985 we Lwowie) – ukraiński piosenkarz. Zasłużony Artysta Ukrainy.
Wydał siedem albumów studyjnych: Chołodnaja nocz (2005), Nierozgadani sni (2006), Krasota-razluka (2007), Tilki kochannia (2009), 20UA (2011), Bud silnieje (2014) i Моjе żelanie (2016).

## Życiorys

### Wykształcenie
W latach 1991–2002 uczęszczał do szkoły średniej nr. 69 we Lwowie. W 2002 zaczął studia na Wydziale Dziennikarstwa Uniwersytetu Lwowskiego.

### Kariera muzyczna
W 1993 rozpoczął treningi tańca. W 2002 trafił do grupy baletowej Żittia, która współpracowała m.in. z Rusłaną Łyżyczko, a także zwyciężył w finale konkursu Karaoke na majdani i skomponował pierwszy, oficjalny hymn olimpijski dla reprezentacji Ukrainy, „Czempiony”.

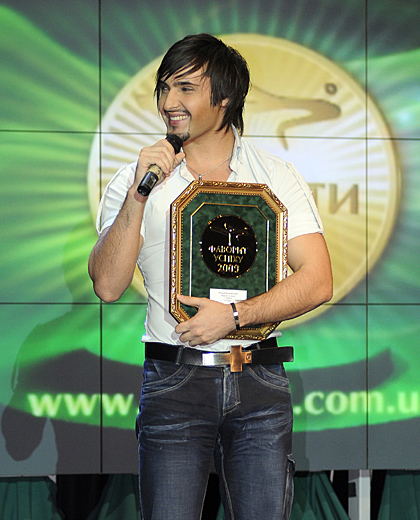
Kozłowski (2009)

W 2007 zajął trzecie miejsce na festiwalu Ejfat. Trzykrotnie uzyskał tytuł piosenkarza roku w plebiscycie Faworyty Uspichu (2006, 2007, 2009). W 2008 na gali Ukrainian Music Awards odebrał nagrodę dla najlepszego piosenkarza Ukrainy. W 2010 z utworem „I-l@ve?” wziął udział w finale ukraińskich eliminacji do Konkursu Piosenki Eurowizji. W 2017 z utworem „I’m Your Light” był półfinalistą eliminacji do 62. Konkursu Piosenki Eurowizji.

### Pozostałe przedsięwzięcia
Uczestniczył w pierwszej i trzeciej edycji programu rozrywkowego 1+1 Tanci iz zirkamy (2006, 2008). Użyczył głosu Kenowi w ukraińskiej wersji filmu animowanego Toy Story 3 (2010).
W czerwcu 2023 wstąpił do Sił Zbrojnych Ukrainy.

## Dyskografia
Albumy studyjne
- Chołodnaja nocz (2005)
- Nierozgadani sni (2006)
- Krasota-razluka (2007)
- Tilki kochannia (2009)
- 20UA (2011)
- Budi silnieje (2014)
- Mоjе żelanie (2016)